# Euphrasia townsonii
Euphrasia townsonii är en snyltrotsväxtart som beskrevs av Donald Petrie. Euphrasia townsonii ingår i släktet ögontröster, och familjen snyltrotsväxter. Inga underarter finns listade i Catalogue of Life.